# Liste der Auslandsvertretungen Kiribatis
Dies ist eine Liste der diplomatischen Vertretungen Kiribatis.
Kiribati eröffnete die erste diplomatische Vertretung im Jahr 2002 in der Hauptstadt Suva in Fidschi. Fidschi, seit dem 19. Jahrhundert ein diplomatischer Angelpunkt im Pazifik, hatte Umsiedler der Insel Banaba auf der Insel Rabi aufgenommen, zudem bestehen langjährige Wirtschaftsbeziehungen, z. B. durch die Anbindung an den internationalen Flugverkehr, hinzu kommen kiribatische Studenten der University of the South Pacific und andere Ausbildungsmaßnahmen.
Zusätzlich zum Hochkommissariat in Suva unterhält Kiribati Honorarkonsulate in  Auckland und Wellington (beide Neuseeland), Boroko (Papua-Neuguinea), Brüssel (Belgien) Hamburg, Honolulu (Vereinigte Staaten), London (Vereinigtes Königreich), Seoul (Südkorea), Rose Bay (Australien) und Tokio (Japan).
2019 beendete Kiribati, nach 16 Jahren, seine diplomatischen Beziehungen mit Taiwan und nahm stattdessen diese mit der Volksrepublik China auf. Die Botschaft in Taipei wurde geschlossen.

## Diplomatische Vertretungen

### Asien
- Volksrepublik China: Peking, Botschaft

### Australien und Ozeanien
- Fidschi: Suva, Hochkommissariat

## Vertretungen bei internationalen Organisationen
- Vereinte Nationen: New York, Ständige Vertretung